# Italia Marchesini
Italia Marchesini (Napoli, 22 ottobre 1896 – Roma, 19 dicembre 1972) è stata un'attrice italiana.

## Biografia
Italia Marchesini iniziò a recitare giovanissima, in piccole parti di prosa dialettale partenopea, sino all'incontro con i tre fratelli De Filippo, che la scritturarono agli inizi degli anni 30 per una lunga serie di rappresentazioni.
Successivamente insieme al marito, l'attore Nino Marchesini, dispone di una propria compagnia per spettacoli di prosa, con la quale portò in diversi teatri lavori di prosa più impegnati.
Debuttò nel mondo del cinematografo sempre insieme con i De Filippo, che la terranno impegnata nelle versioni per il grande schermo, delle commedie più famose dei tre autori napoletani, tra cui Non ti pago! e A che servono questi quattrini?.
Per la radiofonia dell'EIAR recitò una discreta serie di lavori nella prosa presso la sede di Roma; anche in televisione, sin dagli inizi delle trasmissioni nel 1954 della RAI, sarà presente in diverse commedie e sceneggiati.

## Prosa televisiva Rai
- Domenica d'un fidanzato, originale televisivo di Ugo Buzzolan, regia di Mario Ferrero, trasmessa il 26 gennaio 1954.
- Delitto e castigo, di Fëdor Dostoevskij, regia di Franco Enriquez, trasmessa il 12 marzo  1954.
- Come le foglie, di Giuseppe Giacosa, regia di Mario Ferrero, trasmessa il 26 marzo 1954.
- Madre allegria, di Luis F. de Sevillia e Luis Sepulveira, regia di Anton Giulio Majano, trasmessa il 24 dicembre 1954.
- La gelosa, commedia, regia di Claudio Fino, trasmessa il 2 settembre 1955.
- Il giornalino di Gian Burrasca, di Vamba, regia di Lina Wertmüller, trasmessa dal 19 dicembre 1964.

## Filmografia
- A che servono questi quattrini?, regia di Esodo Pratelli (1942)
- Non ti pago!, regia di Carlo Ludovico Bragaglia (1942)
- La mascotte dei diavoli blu, regia di Carlo Alberto Baltieri (1948)
- Monastero di Santa Chiara, regia di Mario Sequi (1949)
- Torna a Napoli, regia di Domenico Gambino (1949)
- Se fossi deputato, regia di Giorgio Simonelli (1949)
- Amori e veleni, regia di Giorgio Simonelli (1950)
- Incantesimo tragico (Oliva), regia di Mario Sequi (1951)
- Cinque poveri in automobile, regia di Mario Mattoli (1952)
- Inganno, regia di Guido Brignone (1952)
- Totò e i re di Roma, regia di Steno, Mario Monicelli (1952)
- L'uomo, la bestia e la virtù, regia di Steno (1953)
- Adua e le compagne, regia di Antonio Pietrangeli (1960)
- Ti ho sposato per allegria, regia di Luciano Salce (1967)